# Tomtor

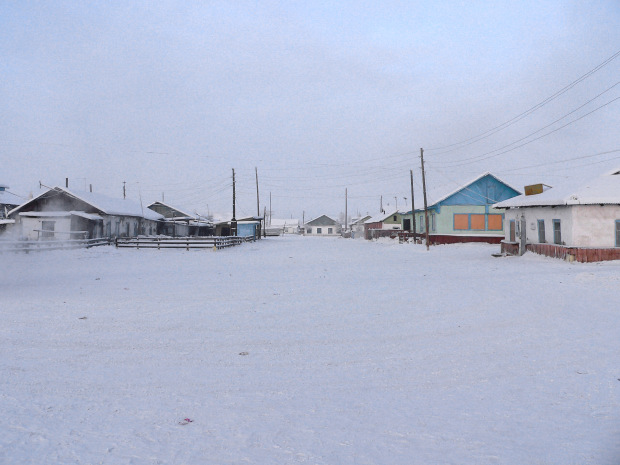
Tomtor im Winter (2013)

Tomtor (russisch Томтор) ist ein Dorf (selo) im gleichnamigen Ulus im Osten der Teilrepublik Sacha (Jakutien) im Fernen Osten Russlands.

## Geographie
Tomtor gehört zum Oimjakonski ulus und befindet sich ca. 150 km Luftlinie südlich von dessen Verwaltungszentrum Ust-Nera.
Der Ort hat 1.256 Einwohner (2002). Am Südwestrand von Tomtor befindet sich ein Flugplatz. Der Ort ist über die 98H-002 an das russische Straßennetz angeschlossen.